# Bratislavské gobelíny

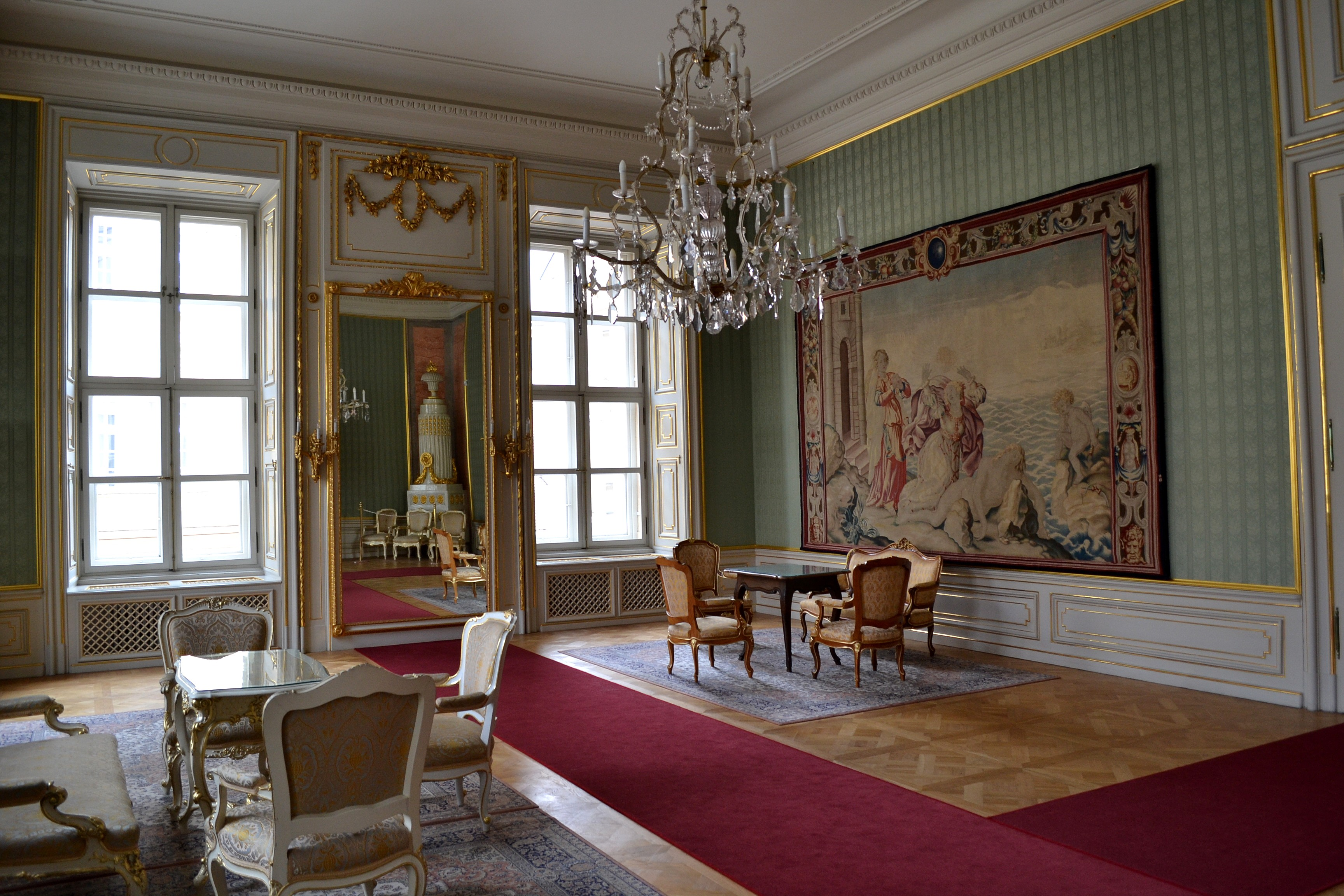
Síň s pátým ze série gobelínů - Oplakávání mrtvého Leandra

Bratislavské gobelíny je obecně zažitý název kolekce šesti tapiserií nacházejících se v reprezentačních prostorách Primaciálního paláce v Bratislavě.
Série patří k nejcennějším a z hlediska návštěvnosti k nejobdivovanějším exponátům paláce nejen pro její historickou a uměleckou hodnotu, ale také pro námět zachycený na jednotlivých gobelínech. Romantický příběh zachycuje věčně aktuální námět lásky, pro kterou je člověk ochoten přinést jakoukoli oběť.
Stejně jako nabízený námět je zajímavá i historie vzniku kolekce a okolnosti jejich objevu.

## Primaciální palác a objev gobelínů
Primaciální palác, postavený v letech 1778 až 1781 jako letní sídlo ostřihomského arcibiskupa, už o necelé půlstoletí přestal sloužit svému účelu. Souviselo to s úpadkem Bratislavy, do té doby hlavním a korunovačním městem Uherského království. Téměř čtyři sta let se neustále zvelebující město začalo po společensko-politických změnách v zemi upadat. Většina centrálních zemských úřadů se z města stěhovala do Budína; ani arcibiskup neměl důvod ve městě se nadále zdržovat.
Palác zůstal opuštěn a začal chátrat. Před úplnou zkázou jej zachránila situace, kdy městská rada potřebovala novou budovu pro rozšiřující se magistrát, sídlící v Staré radnici a přilehlém Apponiho paláci. Jako vhodný objekt se jevilo v těsném sousedství stojící někdejší arcibiskupské sídlo. Budova, navzdory pokročilé devastaci působila honosně a nabízela důstojné reprezentační prostory. Padlo rozhodnutí o její koupi a po úspěšných jednáních s arcibiskupským úřadem se v srpnu 1903 stala majetkem města. Palác však nutně potřeboval zásadní opravy, které se vzhledem k jeho historicko-architektonickou hodnotu musely přizpůsobit kritériím rozvíjející se ochrany památek.
Po důkladném umělecko-historickém průzkumu se přistoupilo k náročné rekonstrukci. Při průzkumu předsíně Zrcadlového sálu restaurátoři strhli ze stěn papírové tapety a za nimi objevili otvor, kterým se kdysi vytápěla síň. Při bližším pohledu do otvoru objevili gobelíny, pečlivě stočené a zřejmě do tohoto otvoru záměrně ukryté. Po jejich rozbalení se ukázalo, že se jedná o kolekci tapiserií mimořádné umělecké a historické hodnoty.

## Původ gobelínů a jejich námět
Nález okamžitě vzbudil zájem široké veřejnosti. Městská rada vyhověla zájmu občanů a po nejnutnějších opravách nechala gobelíny vystavit. Následně se vynořily otázky o námětu, o autorovi a původu kolekce, jakož io její umělecké hodnotě a ceně.

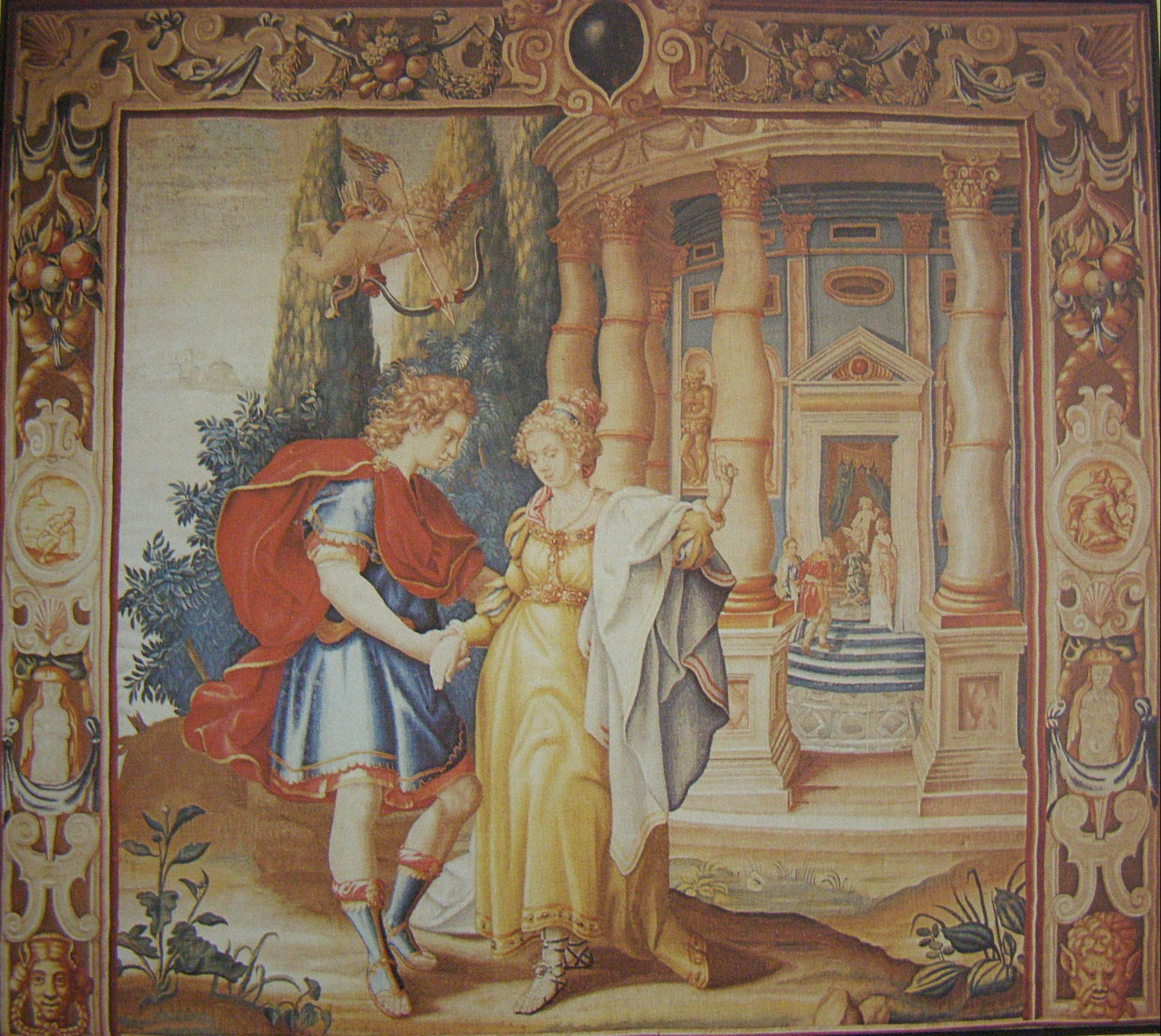
Setkání Herou a Leandra, první obraz z kolekce bratislavských tapiserií, Primaciální Palác, Bratislava

Zanedlouho na základě zjištění místního gymnaziálního profesora byl jasný námět díla: na tapiseriích byly zachyceny výjevy mytologické báje o tragické lásce Hero, kněžky bohyně Afrodity, a Leandra.
Příběh jejich nešťastné lásky je jedním z nejznámějších antických milostných příběhů. Leandros, pocházející z maloasijské strany Helléspontu, se zamiloval do Afroditiny kněžky Hero, která však žila na opačné straně mořské úžiny. Aby mohl být se svou vyvolenou, každou noc úžinu přeplaval. Jejich láska však musela být, vzhledem k postavení Hero, utajovaná. Aby ve tmě neztratil orientaci, Hero mu udávala směr zažehnuta lucernou, který každý večer pověsila na věž na břehu moře. Osud však jejich lásce nepřál. Jedné noci silný vítr sfoukl lucernu, Leandros ztratil směr a utopil se. Vlny vyhodily jeho mrtvé tělo na břeh pod věž jeho milé. Když ho Hero ráno objevila, v žalu nad jeho skonem skočila do mořských vln a utopila se. Později je našli lidé; láska je spojila až za hrob.
Brzy byla zodpovězena i otázka původu tapiserií. Podle popisů v odborné literatuře se zjistilo, že vznikly na základě výtvarné předlohy anglického malíře a designéra německého původu Francise Cleyna (kolem 1582 - 1658) v první polovině 17. století, a že pocházejí z anglické královské tkalcovské dílny v Mortlake (dnes součást Velkého Londýna).

## Další osud tapiserií
Po objasnění námětu a původu tapiserií odborníci hledali odpověď na otázku, jakou cestou se tapiserie dostaly do Prahy a proč byly pečlivě maskované v zdi paláce.
Jelikož Primaciální Palác byl postaven na příkaz arcibiskupa a kardinála Josefa Batthyanyho, předpokládalo se, že právě on tapiserie během některé ze svých cest koupil a dal vystavit ve svém paláci. Vědělo se totiž, že dílna, která vznikla ještě počátkem 17. století za vlády Stuartovská krále Jakuba I., se již ve třicátých letech 17. století, za panování Jakubova syna Karla I., dostala do finančních potíží a po smrti jejího ředitele Francise Craneho v roce 1636 byla část jejích výrobků rozprodána. V lednu 1649 našel na popravišti smrt i král Karel I. a o pět let nato (v roce 1654) byly bohaté královské umělecké sbírky rozprodány na různých aukcích. Tehdy se kolekce šesti tapiserií Hero a Leandros prodala jistému londýnskému kupci. Na základě určitých indicií se předpokládá, že právě to byla kolekce, která později skončila v Bratislavě.
V souvislosti s ukrytím gobelínů v zdi paláce se vynořovaly různé spekulace. Předpokládalo se, že byly ukryty během Napoleonova obléhání Bratislavy v roce 1809. Francouzský císař byl totiž známý drancováním uměleckých sbírek na dobytých územích. Jiné dohady říkali, že tapisérie byly ukryty během revoluce v letech 1848 - 1849. Ať byla skutečnost jakákoliv, stále zbývalo záhadou, proč zpráva arcibiskupského úřadu na tapiserie schované v topném komíně při prodeji paláce zapomněla.
Když se zpráva o jejich nalezení a ocenění (finanční hodnota tapiserií by po jejich opravě mohla pokrýt náklady města na koupi paláce) rozšířila, arcibiskup Klaudius Vasari (Kolos Vaszary) okamžitě pověřil zástupce bratislavské kapituly, aby jeho jménem žádal město vydat tapiserie arcibiskupství. Po odmítavém stanovisku městského magistrátu se ke slovu dostali právníci obou stran. Arcibiskupská strana argumentovala článkem kupní smlouvy, podle něhož město koupilo palác bez vnitřního zařízení a tedy tapiserie, které za vnitřní zařízení považovala, patří arcibiskupství. Město na základě právní skutečnosti poukazující na to, že zdi a vše, co se v nich nachází se považuje za součást architektury, spor vyhrálo.

## O gobelínech
Z historických záznamů týkajících se činnosti královské tkalcovny v Mortlake je známo, že "bratislavská" série Hero a Leandros nebyla jedinou se stejným námětem, kterou v této dílně vyrobili. Na základě úspěchu Cleynových kartonů z let 1628 - 1630 utkaly v Mortlake několik sérií, z nichž se dodnes zachovaly čtyři úplné komplety a tři samostatné gobelíny, původně zřejmě také součásti ucelených sérií. První tři kompletní série, sestávající však pouze z pěti kusů, se dnes nacházejí ve švédském Stockholmu (v královském paláci Drottningholm), v soukromé sbírce v Lyme Parku a v Lady Lever Art Gallery nedaleko Liverpoolu. Čtvrtá série, obohacená o šestý obraz, zdobí interiéry bratislavského Primaciálního paláce.
Francis Cleyn čerpal inspiraci pro své dílo z více zdrojů. Kromě antické předlohy (řecké lidové báje, kterou literární zpracoval ve 4. století před Kr. básník Kallimachos z Alexandrie a později, v 1. století před Kr., římský básník Ovidius), inspiroval se i eposem řeckého básníka Musaia z druhé poloviny 5. století před Kr., eposem Hero and Leander anglického dramatika Christophera Marlowa a zřejmě i nevelkým plátnem italského raně barokního malíře Domenica Fettiho či dokonce díly slavných umělců Raffaela a Caravaggia.

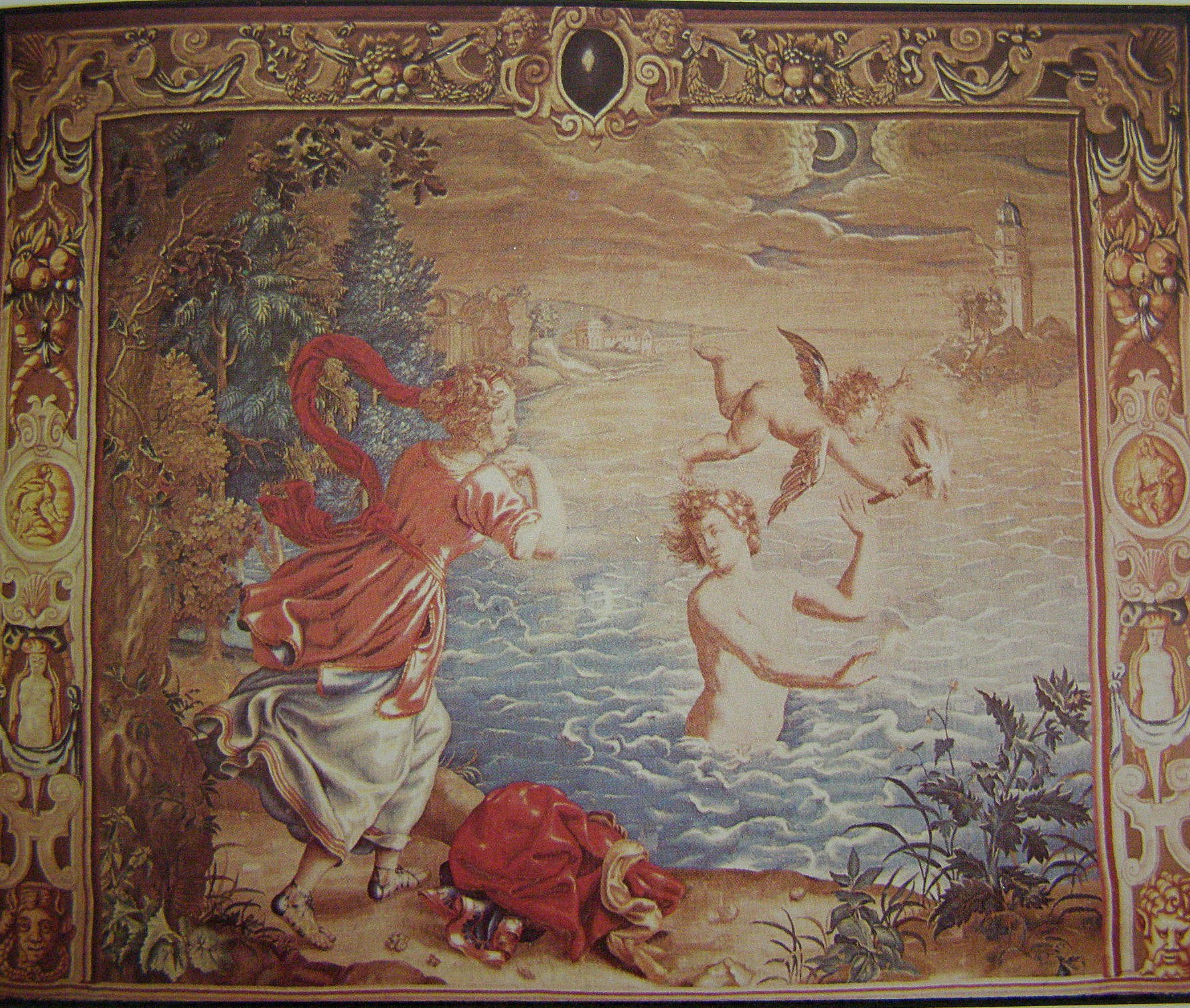
Leandros a jeho sestra Hermiona, čtvrtý obraz kolekce

Předpokládá se, že kartony vytvořil Cleyn původně pro pětiobrazovou sérii. Každá ze scén se odehrává ve volné přírodě a jistým společným znakem je zachycení architektury, pro kterou měl mnoho příkladů na renesančních a manýristických malbách italských umělců. Kromě toho všechny obrazy spojuje postava Leandra. Výjevy obrazů připomínají divadelní kulisy; postavy se vyjímají v popředí před architekturou, podobně jako herci na jevišti. Sled scén je chronologický.
Na prvním obraze je scéna setkání Hero a Leandra před Afroditiním chrámem. Leandros, uchvácen krásou mladé dívky, vášnivě jí vyznává lásku a vytrvale žádá, aby ji opětovala. Hero, zaskočená vroucím vyznáním, nejdříve nabídky, vědoma si svého poslání - zasvěcení chrámové službě a slibu věčného panenství - odmítá. Nakonec podlehne Leandrovým vášnivým vyznáním a jeho city opětuje. Bezprostředním svědkem jejich lásky je malý amor, který nápadně připomíná poletující amorky z Raffaelovy fresky Triumf Galatei.
Druhý obraz zobrazuje scénu s Leandrovou sestrou Hermionou, která marně volá za bratrem plovoucím na protější břeh úžiny kde se na skalisku tyčí věž.
Na třetím obraze vystupuje další postava - služka upozorňující Hero ukrytou za dveřmi věže na Leandrův příchod. V tváři mladé kněžky se zračí obava z prozrazení zakázané lásky.
Čtvrtý obraz je již předzvěstí budoucí tragédie. Na obloze se převalují těžké mračna. Sílící vítr rozčeří mořskou hladinu a sílící vlny naznačují blízkost bouře. Hermiona marně odrazuje bratra od úmyslu plavat za svou milou.
Hermionina předtucha se naplnila. V silném větru Hero neuchránila plamen lucerny, který zhasl. Tak jako po bouřce vyjde slunce, tak i zde sluneční paprsky ozařují scénu, která je však velmi smutná. Na ostrém skalisku leží mrtvé tělo mladíka a jeho milá nad ním naříká. Scéna se do jisté míry podobá obrazu plačící ženy z Caravaggiova obrazu Ukládání Krista do hrobu. Z pravé části obrazu se na výjev dívá malý amor, který nedokázal změnit ortel nemilosrdného Osudu.
Tímto obrazem celý děj prakticky končí. Bratislavská série má, na rozdíl od ostatních tří kompletů, ještě o jeden obraz navíc. Vznikl v pozdějším období a je ze všech obrazů rozměrově nejmenší. O důvodu jeho vzniku se můžeme jen domnívat. Pravděpodobně jím objednatel potřeboval zaplnit prázdnou stěnu. Obraz logicky navazuje na výjev pátého obrazu. Jeho jediným protagonistou je truchlící amor, upravený detail z předchozího obrazu.
Zajímavým uměleckým doplňkem každého z obrazů jsou tkané rámy - bordury, které jsou zároveň jednotícím prvkem celé série. V horní části jsou ozdobeny ovocnými a látkovými girlandami, vavřínovými festony a mušlemi. Postranní části dotvářejí rohy hojnosti, postavy karyatid a hlavy faunů. Součástí rámu jsou závitnicové kartuše, v horní části s výraznou modrou kamejí, po stranách s malovanými figurálními scénami.
Gobelíny vystavené v prostorách Primaciálního paláce jsou součástí umělecké kolekce Galerie města Bratislavy.